# 뽀빠랑구르
뽀빠랑구르(Trachypithecus popa)는 긴꼬리원숭이과에 속하는 루뚱원숭이의 일종이다. 미얀마에만 서식하며, 100마리의 원숭이가 서식하는 뽀빠산의 이름을 따서 명명했다. 야생 개체군이 200~250마리로 추정되어 IUCN 적색목록에 절멸위급종으로 등재되어 있다.

## 분류학
뽀빠랑구르는 2020년 야생이 아닌 실험실 환경에서 발견되었다. 뽀빠랑구르와 같은 속의 다른 종들의 분류학적 관계를 이해하기 위한 계통학적 연구가 수행되었다. 이 연구를 위해 과학자들은 야생 랑구르의 배설물 샘플과 박물관 표본의 조직 샘플을 사용했다.
유전자 분석과 더불어, 이번 발견은 뽀빠랑구르와 런던 자연사박물관이 소장한 페이어랑구르 표본을 비교하는 작업도 포함했다. 조사 결과, 뽀빠랑구르와 페이어잎원숭이의 피부, 두개골, 그리고 색깔에 미세한 차이가 있는 것으로 나타났다.

## 특징
뽀빠랑구르는 짙은 갈색 또는 회갈색 등, 흰색 배, 검은색 손과 발을 가지고 있다. 눈 주위와 주둥이에는 뚜렷한 흰색 고리가 있다. 몸무게는 약 8kg이다.

## 분포 및 서식지
뽀빠랑구르는 미얀마 중부와 주로 뽀빠산 주변에 서식한다.

## 보전상태
뽀빠랑구르는 사냥과 서식지 파괴, 서식지 파편화로 위협받고 있다.